# USS LST-349
O USS LST-349 foi um navio de guerra norte-americano da classe LST que operou durante a Segunda Guerra Mundial.